# Butrón (Vizcaya)
Butrón es una entidad de población española del municipio de Gatica, perteneciente a la provincia de Vizcaya, en la comunidad autónoma del País Vasco.

## Toponimia
El lugar puede aparecer referido como «Butrón» y «Butroe».

## Historia
Hacia mediados del siglo XIX, el lugar ya pertenecía a Gatica. Aparece descrito en el cuarto volumen del Diccionario geográfico-estadístico-histórico de España y sus posesiones de Ultramar de Pascual Madoz con las siguientes palabras:

BUTRON: cas. solar en la prov. de Vizcaya, part. jud. de Bilbao, ayunt. y térm. de Gatica.
(Madoz, 1846, p. 682)

En 2022, tenía empadronados 44 habitantes.

## Patrimonio
En el término de la entidad de población se encuentra el castillo de Butrón.